# Тьерри III (граф Монбельяра)

Графство Монбельяр на карте Верхней Бургундии

Тьерри III Великий (Thierry III de Montbéliard dit Thierry le grand) (р. ок. 1210, ум. между 15 мая и 4 сентября 1282) — граф Монбельяра с 1227/1228. Сын Ришара III де Монфокон и его жены Агнессы Осонской (Бургундской).
За длительный период своего правления значительно расширил территорию графства.
В 1236 г. граф Ульрих I де Феррета в ходе раздела наследства своего отца графа Фридриха II де Феррета, убитого в 1232/1233 году, уступил Тьерри III (мужу сестры) замок Порантрюи и владения в долине Ажуа.
В апреле 1274 г. Тьерри III купил у аббата Мюрбаха Бертольда де Штайбрена Сеньорию Делль и некоторые другие земли за 450 марок серебра.
В 1248 году основал в Монбельяре госпиталь для бедных, который находился под покровительством папы Иннокентия IV.

## Семья
Жена (не ранее 15 мая 1226) — Аликс (Альгеарда), дочь Фридриха II де Феррета. Дети:
- Ришар де Монфокон (ум. 1279). Был женат на Катерине, дочери герцога Матье II Лотарингского.
- Сибилла де Монфокон, муж — Рудольф III Невшательский.
- Беатриса (ум. 1249), муж — Эд д’Аргель.
- Агата (ум. 1251), муж — Ульрих IV де Невшатель-Арберг.
- Маргарита, муж - Ришар де Невшатель.

Поскольку сын Тьерри III Ришар умер ещё при жизни отца, тот завещал все свои владения правнучке — Гиллеметте де Невшатель (внучке Сибиллы), которая вышла замуж за Рено Бургундского. Несколько сеньорий получил зять Тьерри III Ришар де Невшатель - муж Маргариты.